# 1329 en Angleterre
Chronologie de l'Angleterre
- 1325
- 1326
- 1327
- 1328
- 1329
- 1330
- 1331
- 1332
- 1333

Cette page concerne l'année 1329 du calendrier julien.

## Naissances en 1329
- 20 janvier : John de Beauchamp, 3e baron Beauchamp (en)
- 19 mai : William de Ros, 3e baron de Ros
- 14 octobre : Margaret de Monthermer, 3e baronne Monthermer
- Date inconnue :
  - John Bettesthorne, member of Parliament
  - Robert de Crull, officier naval
  - Roger la Warr, 3e baron de la Warr (en)

## Décès en 1329
- 20 janvier : Walter Norwich, Lord grand trésorier
- 9 mai : John Droxford, évêque de Bath et Wells
- 28 août : Thomas L'Archer, prieur hospitalier
- Date inconnue :
  - Rose de Burford, négociante
  - Robert de Montalt, 2e baron Montalt